# Гилдей, Эдуард Фрэнсис
Эдуард Фрэнсис Гилдей (англ. Edward Francis Gilday; 30 июля 1910, Холиок — 21 января 1997, Финикс) — американский хоровой дирижёр и музыкальный педагог.
Большая часть жизни Гилдея была связана с городом Фреймингхем в Массачусетсе, где он в 1938 г. основал хор, руководителем которого оставался (с небольшим перерывом) до 1964 г. При этом в 1959—1967 гг. Гилдей занимал пост главного дирижёра Общества Генделя и Гайдна; в 1963 г. записал с этим коллективом «Немецкий реквием» Иоганнеса Брамса. В дальнейшем он вернулся во Фремингем и преподавал музыку в учительском колледже, а также возглавлял отделение музыки в Лоуэллском университете.